# GNX (альбом)
GNX — шестой студийный альбом американского рэпера Кендрика Ламара, выпущенный на лейблах pgLang и Interscope Records 22 ноября 2024 года. В записи альбома поучаствовали вокалисты SZA, Камаси Вашингтон, Родди Рич и андеграундные артисты из Лос-Анджелеса, в числе которых Dody6, Wallie The Sensei, Peysoh, Hitta J3 и YoungThreat. В числе продюсеров значатся Джек Антонофф и Soundwave. GNX является продолжением предыдущего альбома Ламара, Mr. Morale & the Big Steppers (2022). Эта запись также является первым проектом музыканта, который не был выпущен на его прежних лейблах Top Dawg и Aftermath Entertainment.
Альбом получил положительные отзывы и дебютировал на первом месте в хит-парадах нескольких стран, включая Австралию, Великобританию, Ирландию и Швецию.

## Предыстория
13 мая 2022 года рэпер выпустил свой пятый студийный альбом Mr. Morale & the Big Steppers, получивший признание критиков и добившийся большого финансового успеха. Альбом дебютировал на вершине чарта Billboard 200, разойдясь в количестве 295 000 копий за первую неделю. Он принес музыканту статуэтку «Грэмми» за «Лучший рэп-альбом» на 65-й ежегодной церемонии премии в феврале 2023 года. После релиза пластинки Ламар отправился в масштабный концертный тур The Big Steppers Tour, который продолжался до 2024 года.
24 августа 2024 года Ламар ответил своему двоюродному брату через iMessage, по поводу выпуска следующего альбома, «в процессе». 8 сентября было объявлено, что 9 февраля 2025 года артист станет хедлайнером шоу Apple Music Super Bowl LIX в Caesars Superdome (Новый Орлеан). Он поделился этой новостью в клипе, снятом на футбольном поле перед американским флагом. Три дня спустя Ламар опубликовал в своем Instagram песню под названием «Watch the Party Die». В ответ на эти события в прессе появились публикации, сулящие ему начало «астрономической» эры. Во время трансляции матча НБА между «Лос-Анджелес Лейкерс» и «Миннесота Тимбервулвз» 23 октября был представлен фрагмент неизданной на тот момент песни «Squabble Up». 13 октября бывшие коллеги Ламара по лейблу Top Dawg Entertainment, SZA и Schoolboy Q, а также партнер лейбла Девин Малик подтвердил, что его новый альбом рэпера «приближается». На фоне этих событий, продюсер и давний коллега Ламара, Террас Мартин, обмолвился о своём волнении по поводу участия в работе над его новым альбомом. Пластинка была выпущена без каких-либо предварительных анонсов 22 ноября 2024 года.

## Отзывы
| Совокупная оценка | Совокупная оценка |
| Источник          | Оценка            |
| ----------------- | ----------------- |
| AnyDecentMusic?   | 8.5/10            |
| Metacritic        | 87/100            |
| Оценки критиков   |                   |
| Источник          | Оценка            |
| AllMusic          | [ 17 ]            |
| Clash             | 9/10              |
| Consequence       | B+                |
| Dork              | [ 20 ]            |
| Exclaim!          | 9/10              |
| The Guardian      | [ 22 ]            |
| NME               | [ 23 ]            |
| Paste             | 9.1/10            |
| Pitchfork         | 6.6/10            |
| Rolling Stone     | [ 26 ]            |
| The Needle Drop   | 9/10              |

После выхода GNX получил широкое признание музыкальных критиков. На сайте Metacritic, который присваивает нормализованный балл из 100 оценкам основных изданий, альбом получил средневзвешенный балл 87 на основе 18 рецензий, что означает «всеобщее признание».
Различные отзывы считают GNX победным кругом Ламара после его хип-хоп вражды на протяжении 2024 года. Среди критиков, которые высоко оценили трибьют альбома хип-хопу Западного побережья и способность Ламара дистиллировать различные элементы для создания целостной записи, были Уэсли МакЛин из Exclaim! и Питер Берри из Variety. Мэтт Митчелл из Paste отметил альбом как переосмысление будущего рэпа и прошлого Ламара, а Кьянн-Сиан Уильямс из NME была впечатлена теплым повествованием, которое послужило очистителем палитры после дисс-треков и ненависти, которые доминировали на хип-хоп сцене. Уильямс утверждает, что GNX — «реальный претендент на звание рэп-альбома 2024 года», а Том Брейхан из Stereogum назвал его лучшим альбомом года и лучшим альбомом Ламара.
Многие критики обратили внимание на самоотрицание Ламара как на движущую культурную силу хип-хопа. Алексис Петридис из The Guardian отметил, что в GNX Ламар наиболее конфронтационен, «отступая только перед Богом». В журнале The Line of Best Fit Мэтью Ким назвал альбом «лаконичным заявлением о региональной гордости, хвастовстве и нонконформизме», отметив заслуги Джека Антоноффа в создании «пышного и экспансивного» звучания альбома. Моси Ривз из Rolling Stone посчитал, что GNX дал более чем достаточные объяснения, почему Ламар — «GOAT 2024 года», но не ответил на более важный культурный вопрос о структурных изменениях в хип-хопе, назвав альбом «очередным трактатом о хип-хоп корпоративизме». Завершая рецензию для AllMusic, Дэвид Кроун сделал несколько заявлений об альбоме, назвав его «столпом рефлексивной реальности, флагом, установленным в ряду чернокожих музыкальных провидцев, силуэтом Западного побережья в лучах славы — и самым ораторским сетом Кендрика на сегодняшний день».
В неоднозначной рецензии на Pitchfork Альфонс Пьер написал, что предполагаемая аутентичность альбома была испорчена «тяжеловесным, бренд-ориентированным повествованием» Ламара, подчеркнув «слишком чистый и синтетический» продакшн, хотя его подача осталась звездной, а музыкальные гости — запоминающимися. Уилл Ходжкинсон из The Times поделился своим разочарованием по поводу самовозвеличивания Ламара, которое отклонилось от его интеллектуально провокационных тем прошлых альбомов, несмотря на «часто исключительное» производство и подачу. Джон Караманика из The New York Times счел дань Ламара своим калифорнийским корням некоторым отступлением в его «зону комфорта», назвав альбом «впечатляющим, но слабым».

### Годовые итоговые списки критиков
| Публикация/критик  | Список                                                   | Ранг | Ссылка |
| ------------------ | -------------------------------------------------------- | ---- | ------ |
| Associated Press   | Best Albums of 2024                                      | н/д  | [ 38 ] |
| Billboard          | Staff List: The 50 Best Albums of 2024                   | 4    | [ 39 ] |
| Consequence        | The 50 Best Albums of 2024                               | 10   | [ 40 ] |
| Exclaim!           | 50 Best Albums of 2024                                   | 16   | [ 41 ] |
| Hypebeast          | The 10 Best Music Projects of 2024                       | н/д  | [ 42 ] |
| The Independent    | The best albums of 2024, ranked                          | 18   | [ 43 ] |
| KCRW               | The 30 Best Albums of 2024                               | н/д  | [ 44 ] |
| Loud and Quiet     | Loud And Quiet Albums of the Year 2024                   | 17   | [ 45 ] |
| The New York Times | Best Albums of 2024                                      | н/д  | [ 46 ] |
| NME                | The 50 Best Albums of 2024                               | 12   | [ 47 ] |
| NPR                | 50 Best Albums of 2024                                   | н/д  | [ 48 ] |
| Paste              | The 100 Best Albums of 2024                              | 19   | [ 49 ] |
| The Quietus        | The Quietus' Top 100 Albums of 2024                      | 43   | [ 50 ] |
| Rolling Stone      | The 100 Best Albums of 2024                              | 21   | [ 51 ] |
| Stereogum          | The 50 Best Albums Of 2024                               | 3    | [ 52 ] |
| The Times          | The 25 best albums of 2024 — the critics’ choice, ranked | 15   | [ 53 ] |
| Uproxx             | The Best Albums Of 2024                                  | н/д  | [ 54 ] |

## Список композиций
| №                   | Название            | Автор(ы)                                            | Продюсеры                                                                      | Длительность |
| ------------------- | ------------------- | --------------------------------------------------- | ------------------------------------------------------------------------------ | ------------ |
| 1.                  | «Wacced Out Murals» | Кендрик Дакворт Дейра Баррера                       | Sounwave Джек Антонофф Dahi Craig Balmoris Frano Tyler Mehlenbacher M-Tech [a] | 5:17         |
| 2.                  | «Squabble Up»       | Дакворт                                             | Кендрик Ламар Sounwave Антонофф Bridgeway M-Tech [a]                           | 2:37         |
| 3.                  | «Luther»            | Дакворт Солана Роу Атия Боггс Сэм Дью               | Sounwave Антонофф Камаси Вашингтон Bridgeway M-Tech Rose Lilah                 | 2:57         |
| 4.                  | «Man At the Garden» | Дакворт                                             | Sounwave Антонофф Balmoris Mehlenbacher M-Tech [a]                             | 3:53         |
| 5.                  | «Hey Now»           | Дакворт Зариус Каннингем                            | Mustard Sounwave Antonoff                                                      | 3:37         |
| 6.                  | «Reincarnated»      | Дакворт Баррера                                     | Ламар Sounwave Антонофф M-Tech Noah Ehler                                      | 4:35         |
| 7.                  | «TV Off»            | Дакворт                                             | Mustard Sounwave Antonoff Sean Momberger Вашингтон                             | 3:40         |
| 8.                  | «Dodger Blue»       | Дакворт Дью Тракуан Тайсон Siete                    | Sounwave Антонофф Tim Maxey Tane Runo Террас Мартин [a]                        | 2:11         |
| 9.                  | «Peekaboo»          | Дакворт Дамария Уокер                               | Sounwave Momberger Bridgeway                                                   | 2:35         |
| 10.                 | «Heart Pt. 6»       | Дакворт                                             | Sounwave Антонофф M-Tech [a] Juju [a]                                          | 4:52         |
| 11.                 | «GNX»               | Дакворт Доминик Уильямс Кевин Оропеза Деонта Симуэл | Sounwave Антонофф Rascal Kenny & Billy Tim Maxey [a]                           | 3:13         |
| 12.                 | «Gloria»            | Дакворт Роу Боггс Баррера                           | Sounwave Антонофф Deats                                                        | 4:47         |
| Общая длительность: | Общая длительность: | Общая длительность:                                 | Общая длительность:                                                            | 44:20        |

## Чарты
| Чарт (2024)                            | Высшая позиция |
| -------------------------------------- | -------------- |
| Австралия (ARIA)                       | 1              |
| Австралия Hip Hop/R&B Albums (ARIA)    | 1              |
| Австрия (Ö3 Austria)                   | 2              |
| Бельгия/Фландрия (Ultratop)            | 3              |
| Бельгия/Валлония (Ultratop)            | 5              |
| Канада (Canadian Albums Chart)         | 1              |
| Чехия (ČNS IFPI)                       | 6              |
| Дания (Hitlisten)                      | 1              |
| Нидерланды (Album Top 100)             | 1              |
| Финляндия (Suomen virallinen lista)    | 7              |
| Франция (SNEP)                         | 11             |
| Германия (Offizielle Top 100)          | 8              |
| Венгрия (MAHASZ)                       | 2              |
| Ирландия (Irish Albums Chart)          | 1              |
| Япония Digital Albums (Oricon)         | 12             |
| Япония Hot Albums (Billboard Japan)    | 52             |
| Литва (AGATA)                          | 1              |
| Новая Зеландия (RMNZ)                  | 1              |
| Швеция (Sverigetopplistan)             | 1              |
| Швейцария (Schweizer Hitparade)        | 2              |
| Великобритания (UK Albums Chart)       | 1              |
| Великобритания (UK R&B Albums Chart)   | 1              |
| США (Billboard 200)                    | 1              |
| США (Billboard Top R&B/Hip-Hop Albums) | 1              |